# Notostaurus
Notostaurus is een geslacht van rechtvleugeligen uit de familie veldsprinkhanen (Acrididae). De wetenschappelijke naam van dit geslacht is voor het eerst geldig gepubliceerd in 1933 door Bey-Bienko.

## Soorten
Het geslacht Notostaurus omvat de volgende soorten:
- Notostaurus albicornis Eversmann, 1848
- Notostaurus anatolicus Krauss, 1896
- Notostaurus avicennai Soltani, 1978
- Notostaurus larensis Soltani, 1978
- Notostaurus popovi Miram, 1935